# Igreja Livre da Escócia
A Igreja Livre da Escócia (em Inglês: Free Church of Scotland, Escocês: Free Kirk o Scotland e Gaélico-Escocês: An Eaglais Shaor) é uma denominação reformada presbiteriana evangélica, conservadora na Escócia fundada em 1843 por um grupo que se separou da Igreja da Escócia.

## História

### Antes de 1900

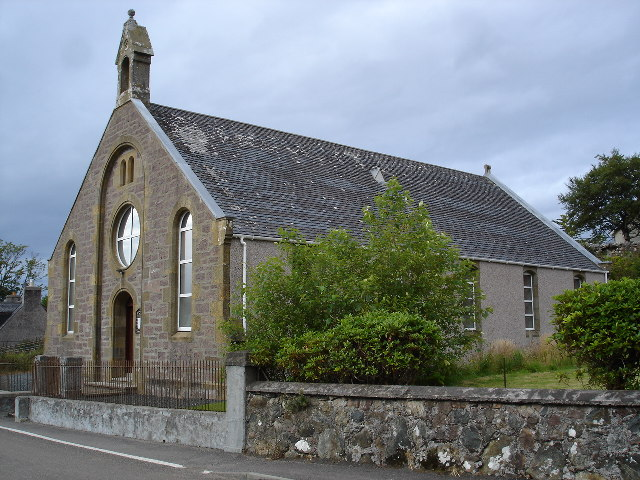
Igreja Livre da Escócia de Poolewe.

A Igreja Livre foi formado por presbiterianos evangélicos que saíram da Igreja da Escócia em 1843, em protesto contra o que eles consideravam como usurpação do estado sobre a independência espiritual da Igreja.
A perturbação de 1843 foi, um cisma nacional que quebrou a Igreja estabelecida da Escócia ao meio e durou até 1929. Os evangélicos vinham exigindo a purificação da Igreja, e acusando um sistema de clientelismo na mesma, o que permitia latifundiários ricos selecionarem os ministros locais. Tornou-se uma batalha política entre os evangélicos de um lado e os "moderados" e a nobreza do outro. Os evangélicos conseguiram a passagem pela Assembleia Geral da Igreja em 1834, da "Lei de Veto", afirmando que, como um direito fundamental da Igreja, nenhum pastor deveria ser forçado a sair de um congregação pela nobreza contrariando a vontade popular, e que qualquer candidato poderá ser rejeitado por maioria dos chefes de família.
Este golpe direto à direita do mecenas privados foi contestada nos tribunais civis, e foi decidido (1838) contra os evangélicos. Em 1843, 450 ministros evangélicos (de 1.200 ministros no total) se separou e formaram a Igreja Livre da Escócia. Liderados pelo Dr. Thomas Chalmers (1780-1847), um terço dos membros saíram, incluindo quase todos os gaélicos-falantes, os missionários, e a maioria dos Highlanders.
A Igreja estabelecida guardava todas as propriedades, edifícios e doações. Os dissidentes criaram um fundo voluntário de mais de £ 400.000 para construir 700 novas igrejas; 400 mansões (residências para os ministros) foram erguidas a um custo de £ 250.000; e uma quantidade igual ou maior foi gasto na construção de 500 escolas paroquiais, bem como uma faculdade em Edimburgo. Após a aprovação da Lei de Educação de 1872, a maioria dessas escolas foram voluntariamente transferidas para as escolas públicas recentemente criadas.
Chalmers foi o autor da ideia de criar um grupo separatista. Ele ressaltou a visão social que reviveu e a preservação das tradições comunais da Escócia em um momento de pressão sobre o tecido social do país. Chalmers idealizava comunidades auto-suficientes à base da Igreja que reconhecessem a individualidade de seus membros ea necessidade de cooperação. Essa visão também afetou as principais igrejas presbiterianas, e na década de 1870 tinha sido assimilada pela Igreja da Escócia. Os ideais de Chalmers demonstraram que a igreja estava preocupado com os problemas da sociedade urbana, e eles representavam uma verdadeira tentativa de superar a fragmentação social que teve lugar nas cidades industriais.
Desde o início, a Igreja Livre alegou que era a Igreja autêntica da Escócia. Constitucionalmente, apesar da perturbação, ela continuou a apoiar o princípio da criação. No entanto, este apoio desapareceu rapidamente e muitss igrejas locais juntaram-se a Igreja Presbiteriana Unida (Escócia), apelando a separação entre o Estado e a Igreja da Escócia.
Em 1852 a Igreja Sucessora Original integrou-se a Igreja Livre; em 1876 a maior parte da Igreja Presbiteriana Reformada da Escócia seguiu o exemplo. No entanto, uma tentativa das lideranças para unir-se com os presbiterianos unidos não foi bem sucedida. Essas tentativas começaram tão cedo quanto 1863, quando a Igreja Livre iniciou conversações com a Igreja Presbiteriana Unida, com vista a uma união. No entanto, um relatório colocado perante a Assembleia de 1864 mostrou que as duas igrejas não estavam de acordo quanto ao relacionamento entre Estado e Igreja. A Igreja Livre sustentou que os recursos nacionais poderiam ser usados em ajuda da igreja, desde que o Estado se abstenha de qualquer interferência em seu governo interno. A Igreja Presbiteriana Unida declarou que, como o Estado não tinha autoridade em assuntos espirituais, não estava dentro de sua competência legislar sobre o que era verdade na religião, prescrever um credo ou qualquer forma de culto para seus súditos, ou dotar a igreja de recursos nacionais. Na época essa diferença foi suficiente para impedir a união.
Nos anos seguintes, a Assembleia da Igreja Livre mostrou maior vontade de união nestes termos abertos. No entanto, a minoria impediu uma conclusão bem sucedida durante os anos 1867-1873. Depois da falha nas negociações  em 1873, as duas igrejas acordaram um Mutual Elegibilidade Ac que permita uma congregação de uma denominação receber ministros da outra.
Durante este período, o partido contrário a separação entre o Estado e a Igreja da Escócia continuou a encolher. Esta descida foi acelerada quando algumas congregações da Igreja Livre a deixaram para formar a Igreja Presbiteriana Livre da Escócia em 1893.
Começando em 1895, a união foi oficialmente discutida mais uma vez entre a Igreja Livre e Igreja Presbiteriana Unida. A comissão mista composta por homens de ambas as denominações registou o acordo notável em normas doutrinais, regras e métodos. Depois de algumas concessões de ambos os lados, uma constituição comum foi acordada. No entanto, a minoria cada vez menor na Assembleia da Igreja Livre protestou e ameaçou testar sua legalidade nos tribunais.
As respectivas assembleias das igrejas reuniram-se pela última vez em 30 de outubro de 1900. No dia seguinte, o sindicato foi concluída, e a Igreja Livre Unida da Escócia veio a existir.
No entanto, uma minoria dos que discordavam permaneceram fora do sindicato, alegando que eles eram a verdadeira Igreja Livre e que a maioria se tinha retirado da igreja quando formaram a Igreja Livre Unida da Escócia. Depois de uma prolongada batalha legal, a Câmara dos Lordes decidiu a favor da minoria (apesar da crença da maioria que a verdadeira Igreja está acima do Estado) e concedeu-lhes o direito de manter o nome da Igreja Livre, embora a maioria foi capaz para manter a maioria dos recursos financeiros.
A minoria protestando e dissidente afirmou ser a legítima da Igreja Livre. Os que não aceitaram a união reuniram-se do lado de fora da Assembleia da Igreja Livre em 31 de outubro e, deixando de ganhar a admissão, retirou-se para outra sala, onde eles elegeram Colin A. Bannatyne como moderador e realizaram as sessões restantes de sua Assembleia.
Foi relatado que entre 16.000 e 17.000 membros tinham sido recebidas de pessoas que aderiram ao princípio anti-sindicalista. Na Assembleia de 1901, foi declarado que a Igreja Livre remanescente tinha 25 ministros e, pelo menos, 73 congregações, com a maioria sendo encontrado nos  distritos gaélico-falantes da Escócia.
Os problemas iniciais eram óbvias: as congregações logo cresceram em número, mas foram afastadas; não havia ministros suficientes; a igreja foi tratado de uma forma hostil pela Igreja Livre Unida; e houve pouco sucesso em apelar para o sentimento popular geral da Escócia em contribuir financeiramente como ocorrera em 1843. No entanto, a receita da igreja aumentou gradualmente; em 1901, o fundo de sustentação foi capaz de suportar apenas 75 ministros, mas em 1903 manteve 167.

### Após 1900
Depois da união de 1900, a Igreja Livre remanescente não só contestou o legado da Igreja Livre de 1843-1900, mas também reivindicou seus ativos. Após tentativas frustradas de acordo, o assunto terminou nos tribunais escoceses. O litígio foi inicialmente decidida em favor da Igreja Livre da Câmara dos Lordes em 1904, na base de que, na ausência de um poder de mudar as doutrinas fundamentais no contrato fiduciário, uma minoria discordante retém a propriedade. Como não foi possível para a Igreja Livre de utilizar todo o imóvel, o Parlamento interveio, geralmente assegurar à Igreja a propriedade congregacional ela poderia usar de forma eficaz, mais uma parcela significativa dos ativos centrais.
Em 1906, um Colégio da Igreja Livre foi restabelecida em Edimburgo e em 1925 havia 91 ministros e 170 congregações em 12 presbitérios. A revista geral da Igreja Livre é o The Monthly Record e há revistas para jovens. Dois dos professores no  Colégio da Igreja Livre começaram uma revista teológica evangélica trimestral em 1929, mas em 1942 o controle passou para o Estado, inicialmente para a Inter Varsity Fellowship. Hoje, o Colégio oferece cursos em conjunto com a Universidade de Glasgow.
Após 1945, a Igreja Livre engajou com a causa evangélica mais ampla, mas depois de seu crescimento nas primeiras décadas, começou um declínio estatístico que, com exceção de um curto período na década de 1980, continuou. A partir de 2010, tem uma comunidade de cerca de 12.000, incluindo 4.425 membros comungantes, e está evidenciando um maior esforço para trazer o Evangelho a uma sociedade cada vez mais secular.
A igreja mantém o seu forte compromisso com a Confissão de Fé de Westminster e com a teologia reformada. Um completo saltério em Inglês moderno foi publicado em 2003. Seus escritórios e faculdade teológica permanecem em Edimburgo, embora a denominação já não detenha os edifícios originais da Faculdade de Igreja Livre.
A Igreja Livre continua a ser evangélica em caráter, apresentando a sua compreensão da mensagem cristã, a saber, que Jesus Cristo é o único Senhor e Salvador. Novas igrejas continuam a ser plantada, como em Dunfermline e St. Andrews e, mais recentemente Montrose em novembro de 2015.

### Dissidentes
Nas décadas de 1980 e 1990 existiram alegações de má conduta sexual contra Professor Donald Macleod, diretor da Faculdade da Igreja Livre. Nenhuma má conduta nunca foi provado contra Macleod Professor e ele foi julgado e absolvido em 1996 nos tribunais civis. Uma facção hostil a Macleod prosseguido as acusações em tribunais eclesiásticos, sem sucesso.
Houve uma considerável insatisfação com o manuseamento das cargas, e reivindicações de um novo julgamento. O ministro Maurice Roberts contrário a Macleod, fez parte da Associação de Defesa da Igreja Livre (ADIL) e reiterou publicamente as acusações denunciou a Assembleia Geral por sua "maldade e hipocrisia". Ele foi suspenso por contumácia. Seus partidários exigiram sua reintegração e se recusaram a dissolver a ADIL. Em janeiro de 2000, 22 ministros das ADIL foram removidos de seus púlpitos. Estes e outros ministros formaram a Igreja Livre da Escócia (Continuada) com cerca de 20% dos ministros da Igreja Livre da Escócia.
Após a separação, a Igreja Livre Continuada procurou um declaração do Tribunal de Sessão como a propriedade dos fundos centrais e propriedades da igreja. O Juiz Paton julgou improcedente a ação sem conceder o pedido. A Igreja Continuada, em seguida, disse que iria recorrer da decisão, mas optou por não prosseguir. Em março de 2007, a Igreja Livre entrou com uma ação para recuperar a casa pastoral da igreja em Broadford. Foi decidido que a propriedade pertencia à Igreja Livre. A Igreja Continuada teve que pagar as despesas da Igreja Livre e recorreu para a Casa da Corte de Sessão, que manteve a decisão favorável a Igreja Livre.

## Atualidade

### Crescimento recente
A Igreja Livre tinha em 2007 cerca de 100 congregações na Escócia, cerca de 80 ministros e 12.500 frequentadores. Houve um aumento na presença dos cultos de adoração desde então. Cerca de 50 congregações dissidentes da Igreja da Escócia tem discutido sobre a adesão à Igreja Livre devido ao fato da Igreja da Escócia ter aceito a ordenações de homossexuais recentemente.
A partir de maio de 2013 as presenças aos cultos da Igreja Livre foram de 12.639, maior que as estatísticas anteriores de 12.431 em 2007. O número de pessoas com menos de 30 foi o que mais cresceu, aumentando em 30% desde 2007. A igreja está crescendo fora do âmbito das ilhas ocidentais, especialmente nas cidades maiores. A frequência a Escola Dominical também cresceu 25% nos últimos anos.
Em 2013 o Rev. Paul Clarke, que até então ministro da Igreja da Inglaterra juntou-se a denominação como pastor de uma igreja local. Em 2014 duas congregações, a Igreja Livre Harris Norte, o grupo Stornoway da Igreja Livre Stornoway e 2 ex-ministros da Igreja da Escócia aderiram recentemente a Igreja Livre, perfazendo um total de cerca de 10 ex-pastores da Igreja da Escócia que se juntaram a Igreja Livre recentemente. A  Igreja Livre Harris Norte realizou seu primeiro culto com cerca de 100. A Congregação Kirkmuirhill e Igreja de Nova Restalrig também se juntaram a Igreja Livre. A Igreja Livre de Stornoway atraiu regularmente cerca de 300 pessoas na Escola Primária de Stornoway desde que deixou a Igreja da Escócia no início de 2014. Stornoway era anteriormente a Igreja de maior congregação da Igreja da Escócia nas ilhas ocidentais.
No início de 2015 uma pastor saiu da Igreja da Escócia em Inverness, e levou parte dos membros a formarem uma nova congregação da Igreja Livre no oeste de Inverness. O Rev. McMillan estava descontente com o Presbitério de Inverness, o Reverendo votou contra os planos de dar as congregações locais a liberdade de nomear homossexuais, embora o Presbitério tenha aceito.  Outras novas igrejas também integraram-se a Igreja Livre. Uma igreja plantada em Leith originalmente em associação com a Igreja Presbiteriana Reformada Associada (EUA),  bem como a Igreja de Cristo em Craigintinney, uma nova igreja liderada por David Court filiaram a Igreja Livre. David levou a maior parte da congregação de Nova Restalrig a se desligar da Igreja da Escócia e juntar-se a Igreja Livre.
Em 2015 a Igreja Aliança em Newmilns, Ayrshire Leste entrou para a Igreja Livre após a separação da Igreja da Escócia, em 2013.
Existem atualmente congregações em toda a Escócia, 2 em Londres e 5 na América do Norte. A Igreja tem mantido uma extensa compromisso missionário para o seu tamanho, com missões na Índia, Peru e África do Sul, que agora têm estatuto de autonomia. O número de congregações têm crescido e chegou a 139 no final de 2015.
Em maio de 2016 a denominações estimou ser formada por 112 igrejas e 5.400 membros.
Em 2024, a denominação era formada por 126 igrejas e 11.700 membros.

### Adoração
Até 2010 apenas os salmos do Antigo Testamento (e em alguns poucos casos, parafraseia de outras partes da Bíblia) poderiam ser cantados durante os cultos. Instrumentos musicais não eram usados. Ostensivamente, todos, exceto um dos salmos pode agora ser substituído com hinos e instrumentos podem ser utilizados como um acompanhamento, após uma decisão da igreja em novembro deste ano.

## Relações Inter-Eclesiásticas
Junto com a Igreja Presbiteriana Evangélica na Inglaterra e no País de Gales e a Igreja Livre da Escócia (Continuada), a denominação é um dos três membros da Conferência Internacional das Igrejas Reformadas na Grã-Bretanha, e uma das sete denominações cristãs europeus que fundaram a Conferência Europeia das Igrejas Reformadas. Existe também uma relação estreita com a Igreja Presbiteriana do Leste da Austrália. Em 2015 foi a segunda igreja escocesa (após as Igrejas Presbiterianas Associadas (Escócia)) a tornar-se membro da Fraternidade Reformada Mundial.